# Gräsbrand
En gräsbrand är en brand som sprids via torrt gräs.
Gräsbränder uppstår främst på våren, efter snösmältningen men innan grönskan frodas. Bränder startar och sprids lätt i det torra fjolårsgräset och därför bör man iaktta försiktighet vid eldning utomhus under gräsbrandrisksäsongen och följa nationella rekommendationer och eventuella eldningsförbud. När nytt gräs växer upp så minskar risken för gräsbränder markant. Prognoser och varningar för gräsbrandrisk brukar presenteras av de meteorologiska instituten i samarbete med berörda myndigheter.
Gräsbrand ska inte förväxlas med skogsbrand.